# Żelazowa Wola
Żelazowa Wola – wieś w Polsce, w województwie mazowieckim, w powiecie sochaczewskim, w gminie Sochaczew.
Żelazowa Wola leży na Równinie Łowicko-Błońskiej, nad Utratą, 46 km na zachód od Warszawy i 2 km na północny wschód od Sochaczewa, przy drodze wojewódzkiej nr 580; w latach 1975–1998 leżała w województwie skierniewickim.
W 1810 w Żelazowej Woli urodził się Fryderyk Chopin, znajduje się tam muzeum Dom Urodzenia Fryderyka Chopina (1931) (oddział Muzeum Fryderyka Chopina w Warszawie, zarządzanego przez Narodowy Instytut Fryderyka Chopina). Dworek otacza park urządzony w latach 1932–1939 według projektu Franciszka Krzywdy-Polkowskiego. Na terenie parku znajduje się pomnik kompozytora wykonany przez Józefa Gosławskiego.

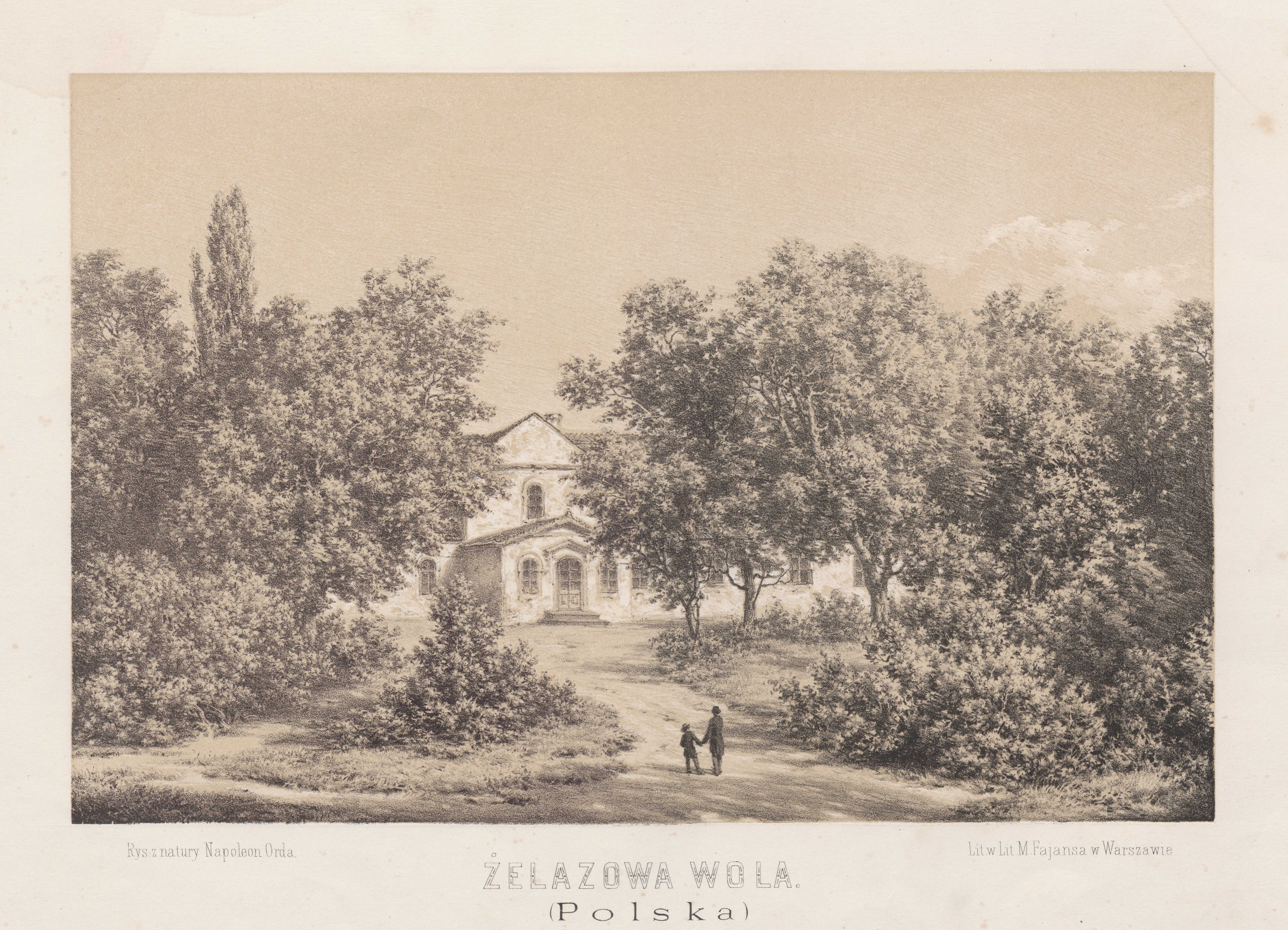
Żelazowa Wola na litografii wg rysunku Napoleona Ordy (ok. 1882)

## Historia miejscowości

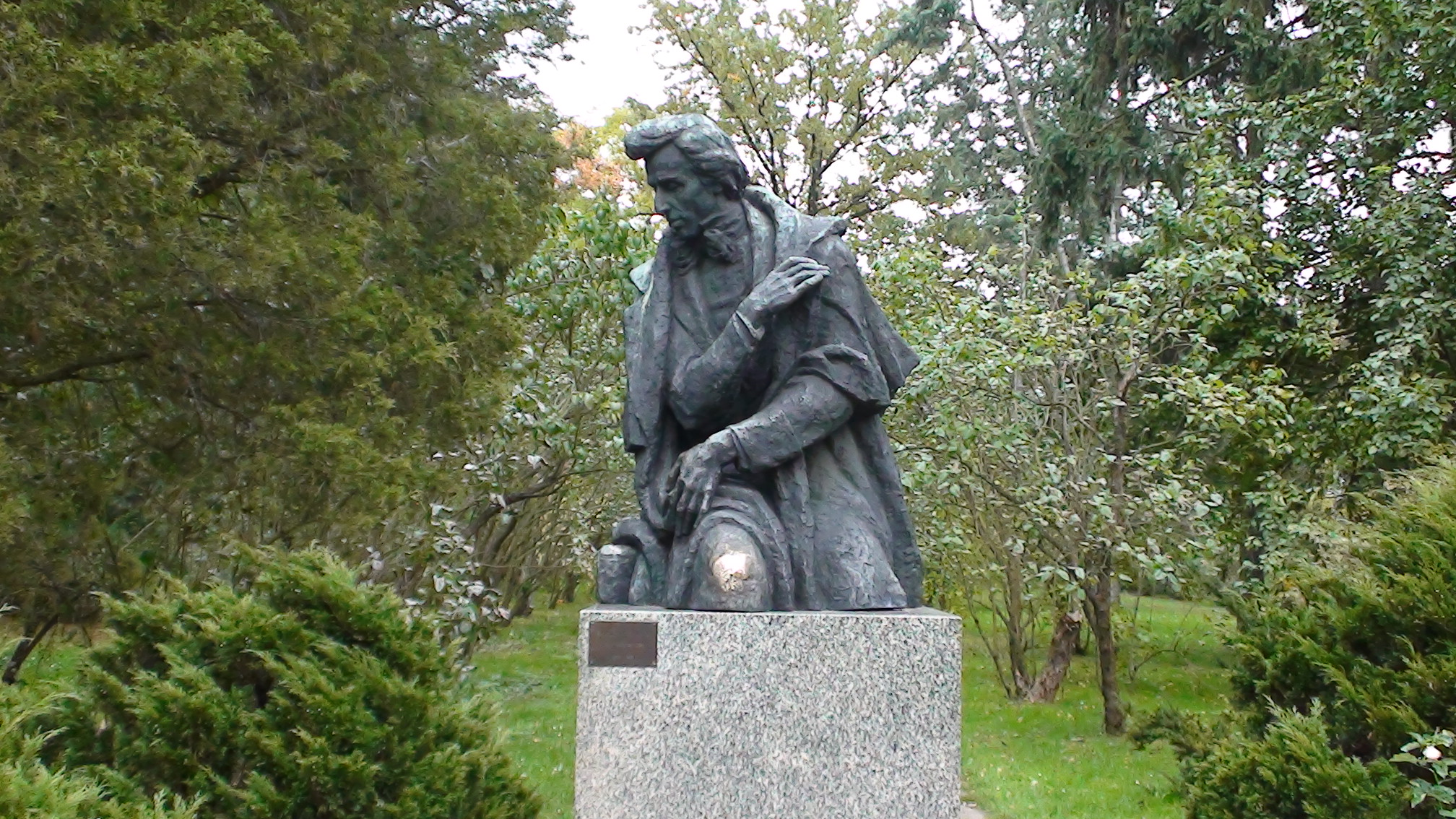
Pomnik Fryderyka Chopina w Żelazowej Woli (proj. J. Gosławski)

Wieś szlachecka położona była w drugiej połowie XVI wieku w powiecie sochaczewskim ziemi sochaczewskiej województwa rawskiego.
Pierwsza wzmianka o wsi pochodzi z 1579 z akt grodzkich, gdzie jako właścicieli Żelazowej Woli wymieniono Mikołaja i Piotra Żelazo. Pod koniec XVIII w. właścicielami byli Łuszczewscy herbu Pierzchała, a następnie Paproccy herbu Ogończyk. Od tych ostatnich w 1802 wieś zakupiła rodzina hrabiów Skarbków herbu Abdank (Kacper i Ludwika) i zamieszkała we dworze z dwiema oficynami (obecny „dworek” to wschodnia oficyna). Guwernerem ich dzieci był Mikołaj Chopin.
1 marca (lub 22 lutego) 1810 urodził się tutaj Fryderyk Chopin jako drugie dziecko Mikołaja i Justyny z Krzyżanowskich. Rodzina Chopinów mieszkała w lewej oficynie dworu do 1 października 1810, kiedy to przeniosła się na stałe do Warszawy. Warunki mieszkaniowe w oficynach były dość ciężkie ze względu na bardzo niski standard wykończenia budynku; jak pokazują najnowsze badania, lewa oficyna w której urodził się Fryderyk Chopin nie posiadała nawet drewnianych podłóg, ale jedynie klepisko. W 1812 korpus główny dworu Skarbków spłonął i nie nadawał się do zamieszkania. Nigdy nie został też odbudowany, gdyż rodzina Skarbków nie posiadała wystarczających środków finansowych na jego odbudowę. W 1818 Ludwika Skarbek odsprzedała Żelazową Wolę synowi Fryderykowi, zachowując prawo do korzystania z jednej oficyny (od pożaru nazywanej „dworem”) aż do swej śmierci. W 1825 od brata Fryderyka odkupił dwór najmłodszy syn Michał Skarbek i mieszkał tam do końca życia. Coraz większe kłopoty finansowe przyczyniły się do samobójstwa Michała Skarbka. W 1834 powiesił się we dworze na postronku z końskiego włosia.
W 1834 Skarbkowie odsprzedali Żelazową Wolę Szubertom. W latach 1836–1843 właścicielem tego majątku ziemskiego był Józef Wiśniewski, napoleończyk, były major wojsk polskich, który spłacił dług hipoteczny, bądź nabył go poprzez licytację publiczną dóbr z całym inwentarzem. Kolejnymi właścicielami byli Peszlowie, a w latach 1859–1879 Adam Towiański. W II poł. XIX wieku, aby nadać lewej oficynie bardziej nobliwy charakter, do jej frontu dobudowano nieistniejący pierwotnie kolumnowy portyk zwieńczony trójkątnym tympanonem, nadając jej tym samym wygląd typowego polskiego dworku. Od 1879 dwór pozostawał w rękach Aleksandra Pawłowskiego, który w miejscu urodzenia Chopina urządził magazyn gospodarczy. W 1894 z inicjatywy rosyjskiego kompozytora Milija Bałakiriewa odsłonięto w parku Pomnik Fryderyka Chopina według projektu Bronisława Żochowskiego (medalion projektu Jana Woydygi). Podczas I wojny światowej, od uderzenia pioruna spłonęła prawa oficyna dworu. W 1928 Warszawskie Towarzystwo Przyjaciół Domu Chopina i Komitet Chopinowski z Sochaczewa zakupiły oficynę i 3 ha ziemi wokół budynku za 40 tys. zł od Rocha Szymaniaka, który był właścicielem terenu od 1918. Podczas II wojny światowej w dworku stacjonowali żołnierze niemieccy, pod koniec wojny zaś znajdował się tam szpital.
Po II wojnie światowej w dworku utworzono muzeum poświęcone pamięci Fryderyka Chopina. Należy tu zaznaczyć, że niemal całe eksponowane wówczas wyposażenie nie było nigdy związane z rodziną i osobą Fryderyka Chopina. W świetle całkowitego braku danych dotyczących pierwotnego wyglądu wnętrz oficyny, koncepcja aranżacji ich przestrzeni była jedynie fantazją na temat polskiego dworu. Najnowszy stan wiedzy pokazuje, że odtworzone po II wojnie wnętrza nie miały nic wspólnego z ich o wiele skromniejszym wyglądem z początku XIX wieku.